# Damernas BMX vid olympiska sommarspelen 2016
Damernas BMX vid olympiska sommarspelen 2016 avgjordes den 17-19 augusti 2016 i Rio de Janeiro.

## Medaljörer
| Event        | Guld                   | Silver         | Brons                       |
| Damernas BMX | Mariana Pajón Colombia | Alise Post USA | Stefany Hernandez Venezuela |

## Resultat

### Seedningsomgång
| Placering | Namn                       | Tid    | Noteringar |
| --------- | -------------------------- | ------ | ---------- |
| 1         | Mariana Pajón (COL)        | 34,508 |            |
| 2         | Caroline Buchanan (AUS)    | 34,752 |            |
| 3         | Laura Smulders (NED)       | 35,114 |            |
| 4         | Stefany Hernandez (VEN)    | 35,202 |            |
| 5         | Simone Christensen (DEN)   | 35,251 |            |
| 6         | Elke Vanhoof (BEL)         | 35,325 |            |
| 7         | Brooke Crain (USA)         | 35,345 |            |
| 8         | Alise Post (USA)           | 35,509 |            |
| 9         | Merle van Benthem (NED)    | 35,644 |            |
| 10        | Lauren Reynolds (AUS)      | 35,666 |            |
| 11        | Jaroslava Bondarenko (RUS) | 35,682 |            |
| 12        | Manon Valentino (FRA)      | 36,377 |            |
| 13        | Amanda Carr (THA)          | 36,464 |            |
| 14        | Nadja Pries (GER)          | 37,152 |            |
| 15        | Priscilla Carnaval (BRA)   | 37,534 |            |
| 16        | Gabriela Díaz (ARG)        | 40,073 |            |

### Semifinaler

#### Semifinal 1
| Placering | Namn                     | 1:a åket   | 2:a åket     | 3:e åket     | Totalt | Noteringar |
| --------- | ------------------------ | ---------- | ------------ | ------------ | ------ | ---------- |
| 1         | Mariana Pajón (COL)      | 34,642 (1) | 35,098 (1)   | 34,479 (1)   | 3      | Q          |
| 2         | Alise Post (USA)         | 35,480 (3) | 35,117 (2)   | 35,417 (3)   | 8      | Q          |
| 3         | Stefany Hernandez (VEN)  | 35,282 (2) | 52,695 (7)   | 34,912 (2)   | 11     | Q          |
| 4         | Manon Valentino (FRA)    | 36,226 (5) | 35,448 (3)   | 35,744 (4)   | 12     | Q          |
| 5         | Gabriela Díaz (ARG)      | 39,669 (8) | 38,965 (4)   | 38,625 (5)   | 17     |            |
| 6         | Amanda Carr (THA)        | 36,869 (6) | 39,782 (5)   | 43,217 (7)   | 18     |            |
| 7         | Simone Christensen (DEN) | 35,631 (4) | 48,134 (6)   | 1:21,312 (8) | 18     |            |
| 8         | Merle van Benthem (NED)  | 37,378 (7) | 1:47,817 (8) | 39,990 (6)   | 21     |            |

#### Semifinal 2
| Placering | Namn                       | 1:a åket   | 2:a åket   | 3:e åket     | Totalt | Noteringar |
| --------- | -------------------------- | ---------- | ---------- | ------------ | ------ | ---------- |
| 1         | Laura Smulders (NED)       | 34,938 (2) | 34,670 (1) | 34,670 (1)   | 4      | Q          |
| 2         | Brooke Crain (USA)         | 35,095 (3) | 35,405 (2) | 34,891 (2)   | 7      | Q          |
| 3         | Elke Vanhoof (BEL)         | 35,350 (4) | 36,834 (6) | 35,570 (3)   | 13     | Q          |
| 4         | Jaroslava Bondarenko (RUS) | 35,800 (5) | 35,310 (3) | 36,126 (5)   | 13     | Q          |
| 5         | Caroline Buchanan (AUS)    | 34,523 (1) | 35,405 (4) | 1:21,586 (8) | 13     |            |
| 6         | Lauren Reynolds (AUS)      | 35,800 (6) | 53,373 (7) | 36,017 (4)   | 17     |            |
| 7         | Nadja Pries (GER)          | 36,864 (7) | 36,683 (5) | 38,540 (7)   | 19     |            |
| 8         | Priscilla Carnaval (BRA)   | 36,949 (8) | 54,183 (8) | 38,210 (6)   | 22     |            |

### Final
| Placering | Namn                       | Tid      |
| --------- | -------------------------- | -------- |
| 1         | Mariana Pajón (COL)        | 34,093   |
| 2         | Alise Post (USA)           | 34,435   |
| 3         | Stefany Hernandez (VEN)    | 34,755   |
| 4         | Brooke Crain (USA)         | 35,520   |
| 5         | Jaroslava Bondarenko (RUS) | 36,017   |
| 6         | Elke Vanhoof (BEL)         | 39,538   |
| 7         | Laura Smulders (NED)       | 1:52,235 |
| 8         | Manon Valentino (FRA)      | 2:41,109 |